# Nancy Reno
Nancy Reno (ur. 24 grudnia 1965 w Glen Ellyn) – amerykańska siatkarka plażowa, brązowa medalistka mistrzostw Świata 1997 oraz triumfatorka cyklu World Tour w 1992 wraz z Karolyn Kirby. Razem wygrały turniej na Igrzyskach Olimpijskich w 1992, gdzie siatkówka plażowa była dyscypliną pokazową. Uczestniczka Igrzysk Olimpijskich w 1996 w parze z Holly McPeak, z którą zajęła 5 miejsce.